# سافل ویدان
سافل ویدان (به عربی: سافل الویدان) یک شهرداری در الجزایر است که در استان سوق اهراس واقع شده‌است.